# پرخیده
پَرخیده با نام اصلی نورالهدی مظفری (۱۲۹۳ – ۹ آذر ۱۳۴۴) بازیگر ایرانی سینما و تئاتر بود.

## زندگی‌نامه
وی در تهران زاده شد. تا ششم دبستان تحصیل کرد و از سال ۱۳۳۳ به کار دوبله پرداخت. او با حمید وفادار - نوازنده سنتور - ازدواج کرد که ثمرهٔ آن دو دختر به نام‌های پوران و توران بود. پوران بعدها با نام فیروزه مدتی به آواز‌خوانی پرداخت و توران هم کارمند رادیو شد.
پرخیده فعالیت هنری اش را از سال ۱۳۰۸ در رشتهٔ حرکات آکروباتیک در گروه میر احمد صفوی آغاز کرد. او خواننده رادیو بود و از سال ۱۳۳۳ به کار دوبله روی آورد. بازی در تئاتر را از سال ۱۳۱۰ با نمایش خسیس در گروه تروپ تئاتری حسین خیرخواه آغاز کرد و در طول فعالیت تئاتری اش در بیست و دو نمایش بازی داشت، از جمله: خسیس، ستاره هالیوود، عروسی اعیان، محاکمه ماری دوگان، شاهدخت تاتیانا. پرخیده در نمایشنامهٔ «اولتیماتوم» با اصغر تفکری و کاظم تهرانچی شرکت داشت که در سال ۱۳۳۱ این نمایشنامه به صورت فیلم سینمایی با نام مادموازل خاله ساخته شد.
آغاز همکاری پرخیده با سینما با بازی در فیلم خواب‌های طلایی در سال ۱۳۳۰ بود و از این سال تا سال ۱۳۴۴ در پنجاه و پنج فیلم سینمایی بازی کرد. معروف‌ترین فیلم‌های او عبارتند از: مردی که رنج می‌برد، شب‌نشینی در جهنم، لات جوانمرد، فرشته فراری، صد کیلو داماد، جدال در مهتاب (فیلم مشترک با ایتالیا – ۱۳۴۲)، مادر فداکار و چندین فیلم دیگر.
پرخیده در ۹ آذر ۱۳۴۴ بعد از یک جراحی قلب و به علت ابتلا به بیماری سل در تهران درگذشت و در گورستان ابن بابویه شهرری به خاک سپرده شد.

## فیلم‌شناسی
- شب‌نشینی در جهنم (۱۳۳۶ ساموئل خاچیکیان / موشق سروری)
- دزد عشق
- زنده باد خاله
- عمر دوباره
- یک نگاه
- دختر سر راهی
- همسر مزاحم
- دختری از شیراز
- ببر کوهستان
- زمزمه محبت
- شیطان سفید
- مرد ده میلیون تومانی
- مزد خونین
- آقای قرن بیستم (۱۳۴۳ سیامک یاسمی)
- اشک یتیم
- افسانه دهکده
- چهار تا شیطون
- دختر ولگرد
- دزد شهر
- با معرفت‌ها
- جدال در مهتاب
- فرار (۱۳۴۲)
- قربانی هوس
- مادر فداکار
- مسافری از بهشت
- دخترها اینطور دوست دارند
- زمین تلخ
- زن دشمن خطرناکیست
- کلید (فیلم ۱۳۴۱) (۱۳۴۱)
- آس و پاس (فیلم ۱۳۴۰) (۱۳۴۰)
- آهنگ دهکده
- خانم عوضی گرفتین
- دختران حوا (فیلم ۱۳۴۰) (۱۳۴۰)
- دختری فریاد می‌کشد
- صد کیلو داماد (۱۳۴۰ عباس شباویز)
- عمو نوروز (فیلم)
- آینه تاکسی
- بچه‌های محل
- حاجی جبار در پاریس
- دوستان یکرنگ
- عروسک پشت پرده (فیلم) (۱۳۳۹ مجید محسنی)
- فردا روشن است
- فرشته فراری
- آقای شانس (فیلم ۱۳۳۸) (۱۳۳۸)
- اینم یک جورشه
- شانس و عشق و تصادف (۱۳۳۸ حسین مدنی)
- چشم به راه (فیلم)
- دشمن زن
- لات جوانمرد (۱۳۳۷ مجید محسنی)
- ظالم بلا
- مردی که رنج می‌برد
- نردبان ترقی
- غروب عشق
- محکوم به ازدواج
- عروس دجله (۱۳۳۳ نصرت‌الله محتشم)